# Ołeksandr Motuzenko
Ołeksandr Ołeksijowycz Motuzenko (ukr. Олександр Олексійович Мотузенко; ur. 11 lipca 1967 w Smile) – ukraiński kajakarz. W barwach ZSRR srebrny medalista olimpijski z Seulu.
Zawody w 1988 były jego jedynymi igrzyskami olimpijskimi. Zdobył srebrny medal w  kajakowej czwórce na dystansie 1000 metrów. Na mistrzostwach świata zdobył sześć medali: trzy złote, dwa srebrne i jeden brązowy.